# Cepora vaga
Cepora vaga är en fjärilsart som först beskrevs av Van Eecke 1913.  Cepora vaga ingår i släktet Cepora och familjen vitfjärilar. Inga underarter finns listade i Catalogue of Life.